# الأردن في الألعاب الأولمبية الصيفية 1988
شارك الأردن في دورة الألعاب الأولمبية الصيفية لعام 1988 في سيول بكوريا الجنوبية. شارك سبعة متنافسين، خمسة لاعبين ولاعبتان اثنتان، في تسع منافسات في خمس رياضات. 

## المنافسون
فيما يلي قائمة باللاعبين الذين مثلوا الأردن في الألعاب. 
| رياضة           | رجال | سيدات | المجموع |
| --------------- | ---- | ----- | ------- |
| الرماية         | 0    | 1     | 1       |
| الملاكمة        | 2    | -     | 2       |
| المبارزة بالسيف | 1    | 0     | 1       |
| تنس الطاولة     | 0    | 1     | 1       |
| المصارعة        | 2    | -     | 2       |
| المجموع         | 5    | 2     | 7       |

## الرماية
السيدات
| الرياضية         | المنافسة | جولة الترتيب | جولة الترتيب | النهائي الثامن | النهائي الثامن | الربع النهائي | الربع النهائي | الدور قبل النهائي | الدور قبل النهائي | الدور الأأخير | الدور الأأخير |
| الرياضية         | المنافسة | نتيجة        | الترتيب      | نتيجة          | الترتيب        | نتيجة         | الترتيب       | نتيجة             | الترتيب           | نتيجة         | الترتيب       |
| ---------------- | -------- | ------------ | ------------ | -------------- | -------------- | ------------- | ------------- | ----------------- | ----------------- | ------------- | ------------- |
| إليانا بيريداكيس | فردي     | 1055         | 61           | لم تتقدم       | لم تتقدم       | لم تتقدم      | لم تتقدم      | لم تتقدم          | لم تتقدم          | لم تتقدم      | لم تتقدم      |

## الملاكمة
| عبد الناصر شباب | وزن خفيف | ديفيد كاماو (كينيا) · L RSCH | لم تتقدم | لم تتقدم | لم تتقدم | لم تتقدم | لم تتقدم | لم تتقدم | لم تتقدم |

## المبارزة بالسيف
رجال
| علي أبو زامية | Épée | 0 انتصارات ، 4 خسائر الخامس في المجموعة ، 74 في المجموع | لم يتقدم | لم يتقدم | لم يتقدم | لم يتقدم | لم يتقدم | لم يتقدم | لم يتقدم | لم يتقدم | لم يتقدم |

## تنس الطاولة
السيدات
| الرياضية     | المنافسة | الدور التمهيدي                          | دور الـ 16 | الربع النهائي | الدور قبل النهائي | أخير     |
| ------------ | -------- | --------------------------------------- | ---------- | ------------- | ----------------- | -------- |
| جاكلين الدقم | الفردي   | 0 انتصارات ، 5 خسائر السادس في المجموعة | لم تتقدم   | لم تتقدم      | لم تتقدم          | لم تتقدم |

## المصارعة

### حرة رجال
| الرياضي   | المنافسة | الدور التمهيدي                                                            | الوقوف                                    | أخير         |
| الرياضي   | المنافسة | معارضة نتيجة                                                              | الوقوف                                    | معارضة نتيجة |
| --------- | -------- | ------------------------------------------------------------------------- | ----------------------------------------- | ------------ |
| جهاد شريف | 52 كجم   | Mitsuru Sato (اليابان) · L 0:45 · Herbert Tutsch (ألمانيا الغربية) م 2:16 | المركز الثالث عشر في المجموعة 26 بشكل عام | لم تتقدم     |

### المصارعة اليونانية الرومانية للرجال
| الرياضي     | المنافسة | الدور التمهيدي                                                       | الوقوف                             | أخير         |
| الرياضي     | المنافسة | معارضة نتيجة                                                         | الوقوف                             | معارضة نتيجة |
| ----------- | -------- | -------------------------------------------------------------------- | ---------------------------------- | ------------ |
| منير المصري | 68 كجم   | Aria Grigorakis (اليونان) · م 1-15 · Edmu Ichillimpa (بيرو) م 1-16   | السادس في المجموعة 12 عموما        | لم تتقدم     |
| جهاد شريف   | 52 كجم   | Hristo Fliev (بلغاريا) · L 0-16 · Tobor Jankovics (تشيكوسلوفاكيا) إل | الرابع في المجموعة السابع بشكل عام | لم تتقدم     |

## روابط خارجية
- التقارير الأولمبية الرسمية